# Gaudencio Antonino
Gaudencio E. Antonino (* 9. Februar 1909 in Jaen, Nueva Ecija; † 13. November 1967) war ein philippinischer Unternehmer, Wirtschaftsmanager und Politiker.

## Leben
Antonino absolvierte nach dem Schulbesuch ein Studium im Fach Bauingenieurwesen an der Universität der Philippinen und schloss dieses als Siebtbester seines Jahrgangs ab. Im Anschluss begann er seine berufliche Laufbahn von 1933 bis 1936 als Assistenz-Ingenieur in der Behörde für öffentliche Arbeiten. Während des Zweiten Weltkrieges leistete er seinen Militärdienst als Unterleutnant im 101. Ingenieurbataillon an der Seite der United States Army Forces, Far East (USAFFE) und wurde zuletzt 1945 Oberleutnant in einer Einheit, die mit den US-amerikanischen Streitkräften auf den Philippinen (USAFIP) zusammenarbeitete.
Nach Kriegsende übernahm Antonino Funktionen in der Privatwirtschaft und war unter anderem Präsident der Western Mindanao Lumber Company, Incorporated, ein Unternehmen in der Holzwirtschaft auf der Zamboanga Peninsula, sowie des von ihm gegründeten Familienunternehmens G. E. Antonino, Incorporated. Weiterhin fungierte er als Vorsitzender des Vorstands von Industrial Mutual Fund Inc., Munoz Motors, Inc., Apayao Mining and Oil Co., Inc. und der United Finance Corporation. Darüber hinaus war er Vorstandsmitglied der Bataan Pulp and Paper Mill Company, der Rückversicherungsgesellschaft der Orient Music Corporation of the Philippines, des Philippine Engineers Syndicate sowie der Rico Finance Corporation. 1954 wählte ihn die Business Writers’ Association of the Philippines zum Holzwirtschaftsmanager des Jahres und zeichnete ihn mit einem weiteren Preis für seine Verdienste im Export und der Produktion aus. 
Im Dezember 1961 wurde Antonino zum Mitglied des Senats gewählt und gehörte diesem bis zu seinem Tod an. Während seiner Senatszugehörigkeit war er zeitweise Vorsitzender des Senatsausschusses für öffentliche Arbeit und Kommunikation sowie des Senatsausschusses für Nationale Verteidigung und Sicherheit. 1965 sprach er sich gegen einen Entwurf zur Erhöhung der Diäten der Mitglied des Kongresses aus.
Antonino war mit der Lehrerin, Managerin und Mitglied des Repräsentantenhauses Magnolia Welborn verheiratet. Diese kandidierte nach seinem Tod erfolgreich für den freigewordenen Sitz im Senat und gehörte diesem von 1969 bis zur Auflösung des Senats nach der Verhängung des Kriegsrechts durch den diktatorisch regierenden Präsidenten Ferdinand Marcos am 21. September 1972.